# Hệ tầng Carmel

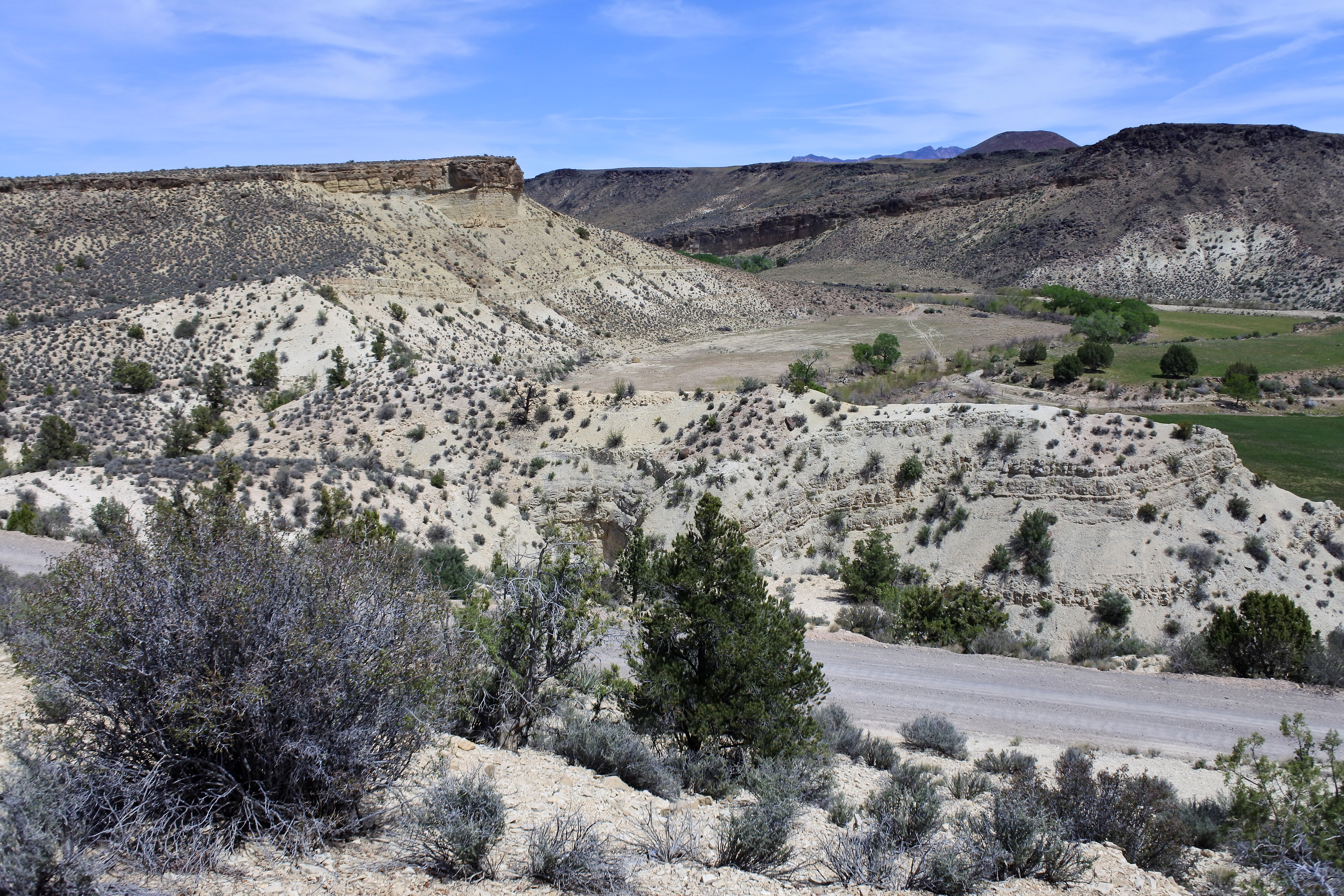
Hệ tầng Carmel gần Gunlock, tây nam Utah. Phần tối màu tằm đè lên phía trên là hệ tầng Dakota kỷ Phấn trắng.

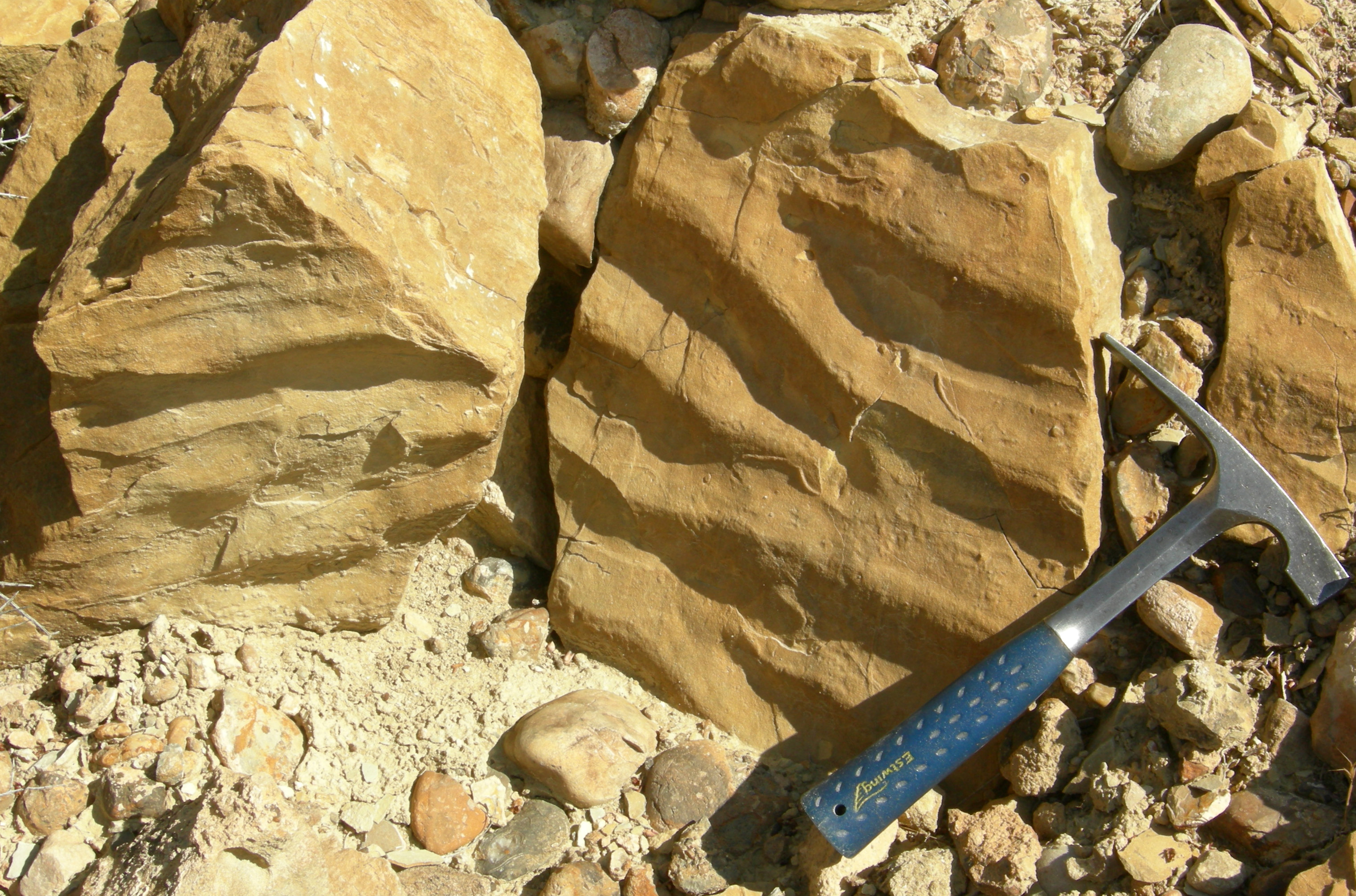
Nếp sóng biển hoá thạch ở đá hạt Hệ tầng Carmel giữa kỷ Jura, tây nam Utah.

Hệ tầng Carmel là một hệ tầng địa chất ở nhóm San Rafael ở Wyoming, Utah, Colorado, Hoa Kỳ, đông bắc Arizona và New Mexico. Một phần của cao nguyên Colorado, hệ tầng này được tạo ra giữa kỷ Jura từ giai đoạn cuối Tầng Bajocy qua giai đoạn Bathonian cho đến đầu tầng Callove.

## Tiểu đơn vị
Các đơn vị (theo bảng chữ cái):
- Đá Vôi Co-op Creek (UT),
- Crystal Creek (UT),
- Đá Vôi Homestake (UT*),
- Judd Holloe (AZ*,UT*) hoặc Judd Hollow Tongue (AZ*,UT*),
- Đá Vôi Kolob (UT), [tên vi phạm quy tắc địa tầng Bắc Mỹ 1983]
- Sông Paria (UT*),
- Wiggler Wash (UT*),
- Winsor (UT*).

(Dấu * có nghĩa là tên được sử dụng bởi Cục Khảo sát Địa chất Hoa Kỳ).

## Lịch sử điều tra

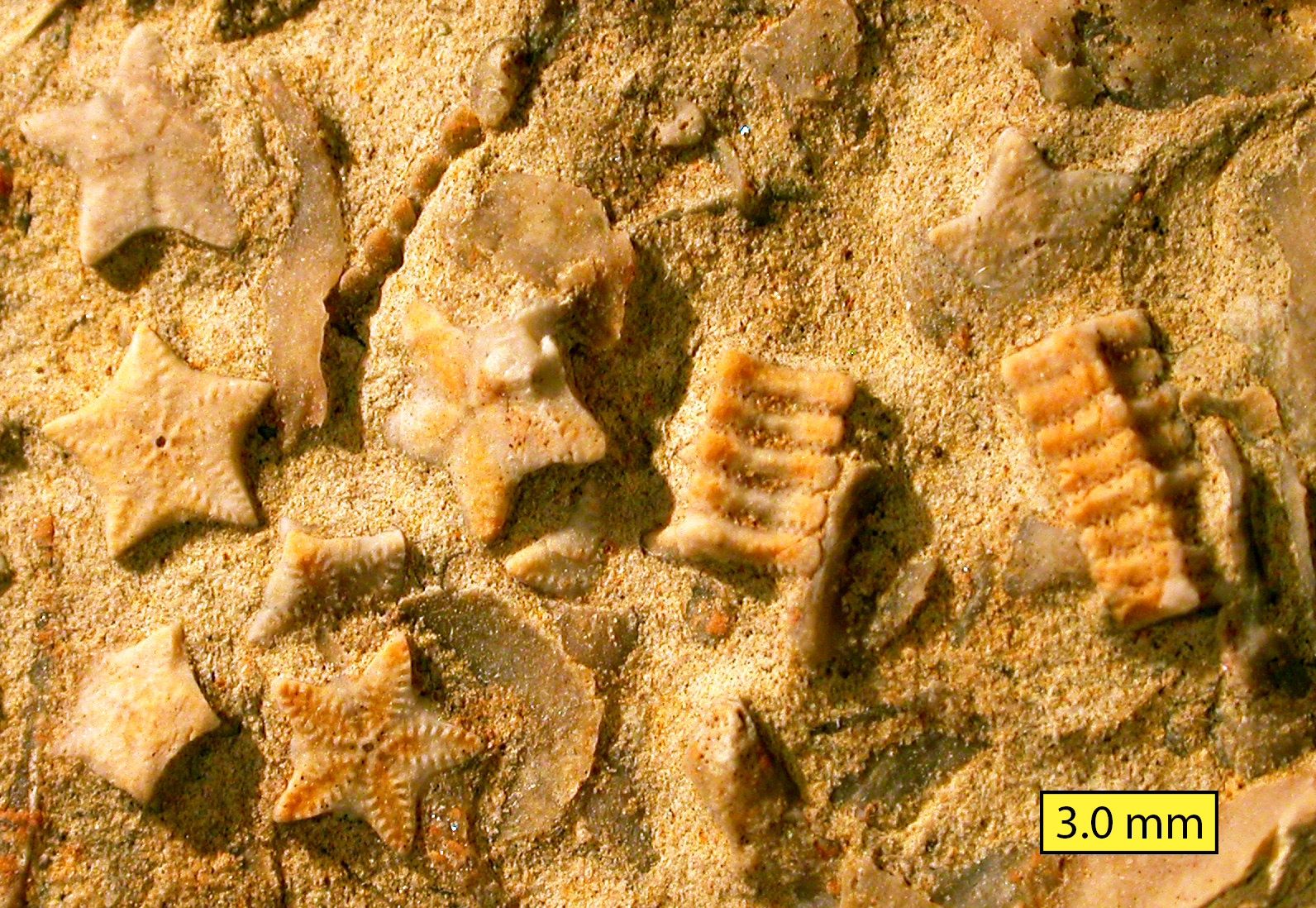
Đá hạt với phần thân huệ biển ở hệ tầng Carmel tại núi Carmel Junction, Utah

Năm 1928 Gilluly và Reeside tuyên bố ý định đặt tên cho hệ tầng theo tên núi Carmel nhưng không nói rõ nơi đầu tiên tìm thấy nó ở đâu. Họ ghi nhận nó như là một hệ tầng cơ sở ở nhóm San Rafael, ở San Rafael Swell, hạt Emery, Utah. Một phân tích tổng quan về nguồn gốc và nơi được tìm thấy đầu tiên được đưa ra bởi Gregory và Moore năm 1931. Mackin sửa mô tả của hệ tầng và để nó vào nhóm đá vôi Homestake năm 1954. Harshbarger và một số người khác tạo ra một phân tích tổng quan vào năm 1957. Giới hạn phía đông của nó được mô tả bởi Wright và một số người khác năm 1962. Vào năm 1963, giới hạn phít tây cùng với một tổng quan đã được hoàn thành bởi Schultz và Wright. Một sửa đổi được thực hiện bởi Phoenix vào năm 1963, đó là người thêm nhóm Judd Hollow. Các nhóm Kolob, Crystal Creek, sông Paria, Newton và Wiggler Wash đã được thêm vào bởi Thompson và Stokes năm 1970. Giới hạn diện tích đã điều chỉnh bởi O ' Sullivan và Craig trong năm 1973 và một lần nữa trong năm 1983 Blakey và những người khác. Phân tíhc tổng quan khác đã được hoàn thành Chapman năm 1989. Hintze và một số người khác tiến hành một phân tích tổng quát vào năm 1994.

## Dấu tích cổ

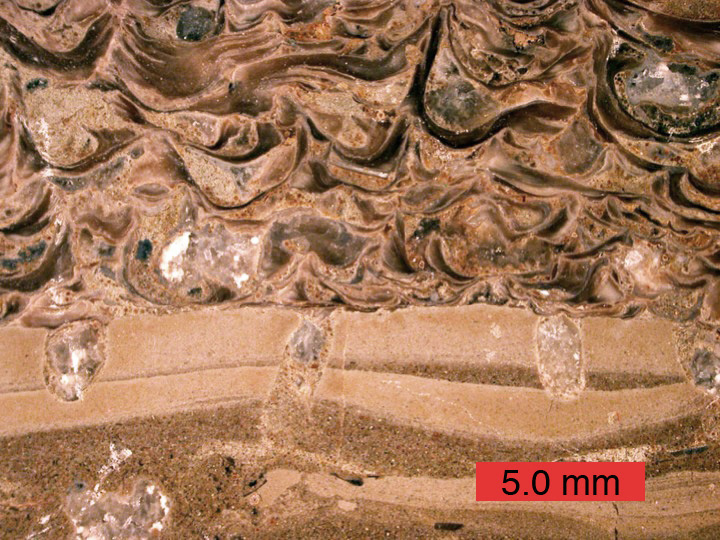
Mặt cắt của một đá cacbonat khảm bởi hàu và bị đục lỗ bởi thân mềm hai mảnh vỏ (Gastrochaenolites); thành hệ Carmel (giữa kỷ Jura) ở miền nam Utah.

Đã có một số dấu tích cổ được tìm thấy ở hệ tầng Carmel. Trong số đó có động vật hình rêu, hàu, cũng như dấu chân khủng long.

### Động vật hình rêu
Đã có một số động vật hình rêu được tìm thấy trong hệ tầng Carmel. Bao gồm bảy loài động vật hình rêu cyclostome bằng vôi cũng như một động vật hình rêu thân mềm ctenosome.

## Nơi tìm thấy

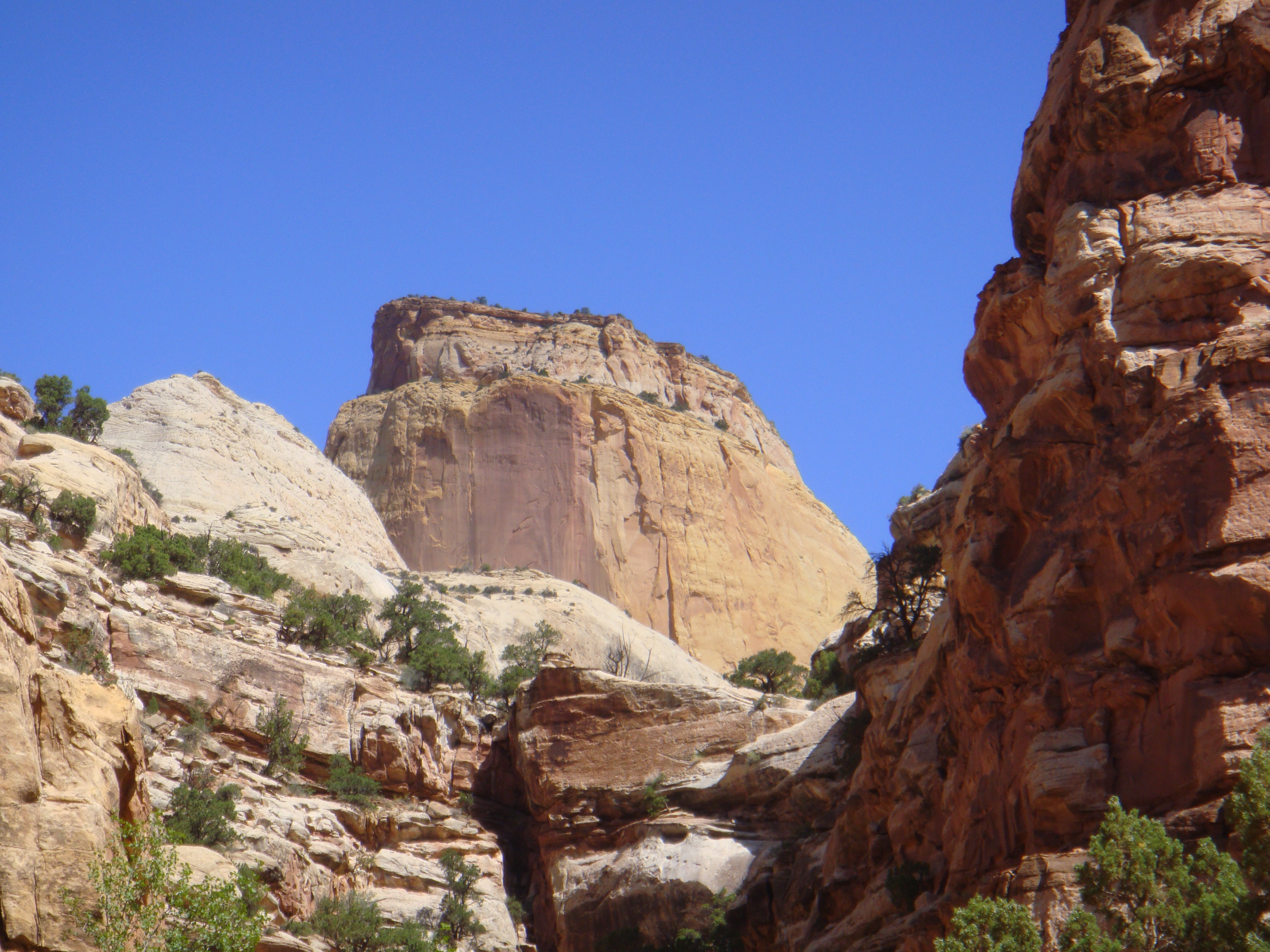
Đỉnh Ngai Vàng, một hệ tầng đá ở công viên Quốc gia Capitol Reef. Mặc dù công viên này nổi tiếng về mái vòm trắng của đá cát kết Navajo

Các khu địa chất:
- Bồn địa Black Mesa *
- Công viên quốc gia Capital Reef
- Đại Bồn địa Hoa Kỳ*
- Bồn địa Sông Xanh*
- Bồn địa Paradox*
- Cao nguyên trầm tích*
- Bồn địa San Juan
- Bồn địa Uinta*
- Uinta Uplift*